# فرودگاه بین‌المللی نتاجی سبهاش چندر بوس
 فرودگاه بین‌المللی نتاجی سبهاش چندر بوس (به انگلیسی: Netaji Subhash Chandra Bose International Airport) یک فرودگاه همگانی مسافربری با کد یاتا CCU است که یک باند فرود آسفالت دارد و طول باند آن ۳۲۲۰ متر است. این فرودگاه در شهر کلکته کشور هند قرار دارد و در ارتفاع ۵ متری از سطح دریا واقع شده‌است.

## شرکت‌های هواپیمایی و مقصدهای پروازی

### مسافری

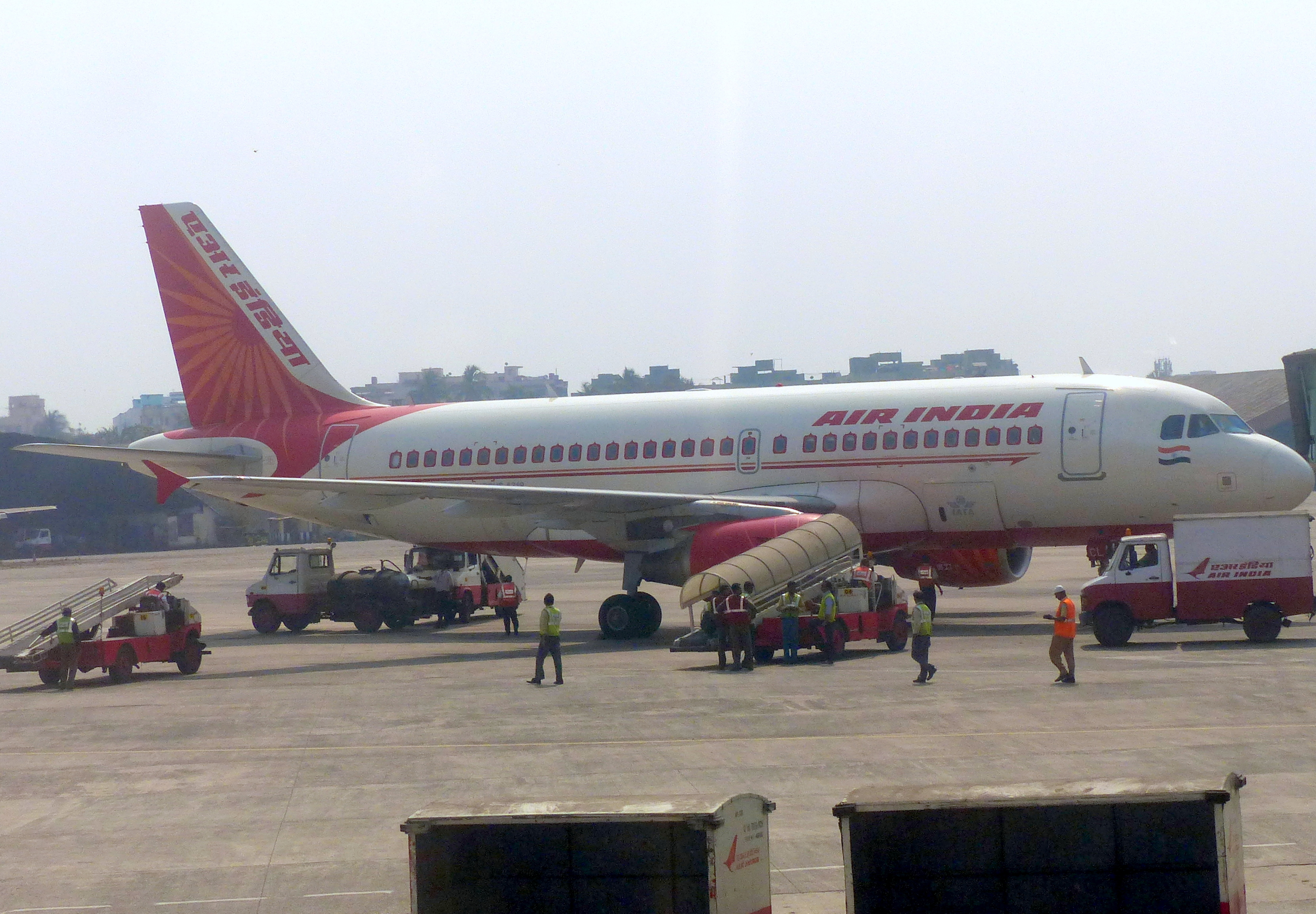
An ایر ایندیا Airbus A319 at the gate

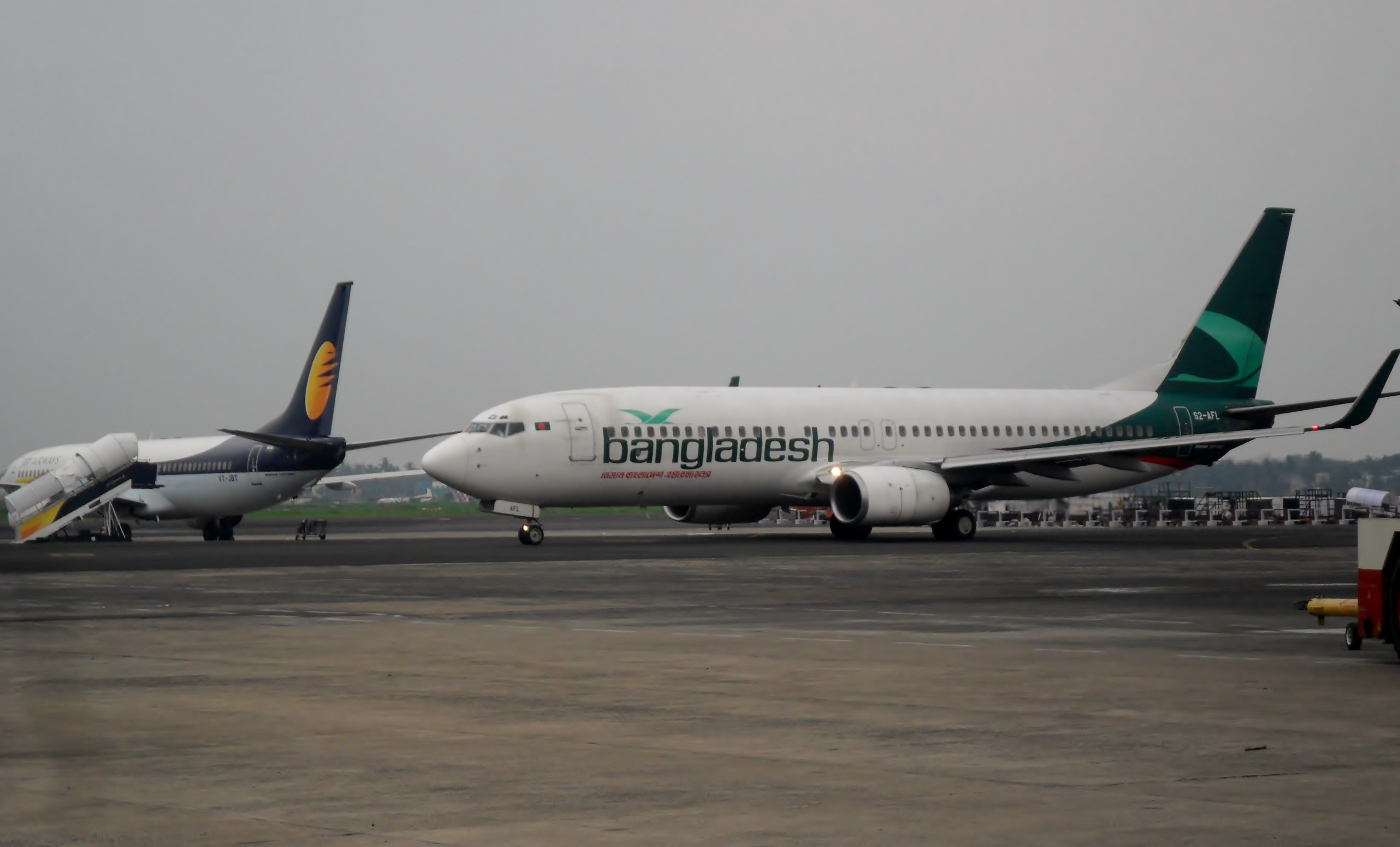
بیمان بنگلادش ایرلاینز and جت ایرویز بوئینگ ۷۳۷ jets on the tarmac

| شرکت‌های هواپیمایی         | مقصدهای پروازی |
| ------------------------- | --- |
| ایرآسیا                   | کوالالامپور |
| ایراژیا هند               | باگدوگرا، بنگالورو, بیجو پاتنایک، ایندیرا گاندی، جایپور، بیرسا موندا |
| ایر ایندیا                | اگرتلا، لنگپوی، باگدوگرا، بنگالورو، بیجو پاتنایک، چنای، ایندیرا گاندی، شاه‌جلال، دایبروگار، دیماپور، گایا، لوکپریرا گوپیناز بوردولوئی، راجیو گاندی، ایمفال، تریبهوان، چاتراپاتی شیواجی، ویر سوارکار، سیچار، یانگون |
| ایر ایندیا اکسپرس         | ایندیرا گاندی (آغاز از ۱۶ سپتامبر ۲۰۱۷), شاه‌جلال (پایان در ۱۶ سپتامبر ۲۰۱۷), چانگی سنگاپور |
| ایر ایندیا رجیونال        | لوکپریرا گوپیناز بوردولوئی، لیلاباری، بیرسا موندا، شیلانگ، تزپور |
| بوتان ایرلاینز            | سووارنابومی، پارو |
| بیمان بنگلادش ایرلاینز    | شاه امانت، شاه‌جلال |
| دراگون‌ایر                 | هنگ کنگ |
| هواپیمایی شرقی چین        | کونمینگ چانگشوی |
| دروک ایر                  | سووارنابومی، پارو، چانگی سنگاپور |
| هواپیمایی امارات          | دوبی |
| هواپیمایی اتحاد           | ابوظبی |
| GoAir                     | سردار ولابهبهی پتل، باگدوگرا، چنای (برقراری مجدد از ۲۹ اکتبر ۲۰۱۷)، ایندیرا گاندی، لوکپریرا گوپیناز بوردولوئی، راجیو گاندی، جایپور، چاتراپاتی شیواجی، ویر سوارکار، پون |
| ایندی‌گو                   | اگرتلا، سردار ولابهبهی پتل، باگدوگرا، بنگالورو، سووارنابومی، بیجو پاتنایک، چنای، کویمباتور، ایندیرا گاندی، دایبروگار، دیماپور، دابولیم، لوکپریرا گوپیناز بوردولوئی، راجیو گاندی، ایمفال، دیوی اهیلیابای هولکار، جایپور، جامو، کوچین، اماوسی، منگالور، چاتراپاتی شیواجی، دکتر باباساهب آمبدکار، لوک نایاک جایاپراکاش، ویر سوارکار، پون، راجپور، بیرسا موندا، سرینگر, تریواندروم، بنارس، ویساکاپاتنام |
| ایرآسیای اندونزی          | انگوراه رای، کوالالامپور (Both begin ۲ اکتبر ۲۰۱۷) |
| میانمار ایرویز اینترنشنال | یانگون |
| نوووایر                   | شاه امانت، شاه‌جلال |
| هواپیمایی قطر             | حمد |
| Regent Airways            | شاه امانت، شاه‌جلال |
| سیلک‌ایر                   | چانگی سنگاپور |
| سنگاپور ایرلاینز          | چانگی سنگاپور |
| اسپایس‌جت                  | اگرتلا، لنگپوی، باگدوگرا، بنگالورو، سووارنابومی، چندی‌گر، چنای, شاه‌جلال, ایندیرا گاندی، دابولیم، گوراکپور، لوکپریرا گوپیناز بوردولوئی، چاتراپاتی شیواجی، لوک نایاک جایاپراکاش, ویر سوارکار، پون، سیچار، Surat, ویساکاپاتنام |
| سریلانکان ایرلاینز        | باندرانیکی |
| تای ایرآسیا               | دن موئنگ |
| تای ایرویز اینترنشنال     | سووارنابومی |
| US-Bangla Airlines        | شاه امانت، شاه‌جلال |
| ویستارا                   | ایندیرا گاندی، ویر سوارکار، پون |
| Zoom Air                  | ایندیرا گاندی، Durgapur، جبال‌پور، جورهت |

### باری
| شرکت‌های هواپیمایی | مقصدهای پروازی                                  |
| ----------------- | ----------------------------------------------- |
| بلو دارت اوییشن   | بنگالورو، چنای، ایندیرا گاندی، چاتراپاتی شیواجی |
| کاتای پاسیفیک     | ایندیرا گاندی، هنگ کنگ                          |
| هواپیمایی قطر     | شاه‌جلال، حمد                                    |